# Barkerina
Barkerina es un género de foraminífero bentónico de la familia Barkerinidae, de la superfamilia Nezzazatoidea, del suborden Nezzazatina y del orden Lituolida. Su especie tipo es Barkerina barkerensis. Su rango cronoestratigráfico abarca desde el Valanginiense inferior (Cretácico inferior) hasta el Senoniense (Cretácico superior).

## Discusión
Clasificaciones previas incluían Barkerina en la superfamilia Haplophragmioidea, así como en el suborden Textulariina del orden Textulariida, o en el orden Lituolida sin diferenciar el suborden Nezzazatina.

## Clasificación
Barkerina incluye a las siguientes especies:
- Barkerina altera
- Barkerina barkerensis
- Barkerina dobrogiaca